# Bembrops anatirostris
Bembrops anatirostris är en fiskart som beskrevs av Ginsburg, 1955. Bembrops anatirostris ingår i släktet Bembrops och familjen Percophidae. Inga underarter finns listade.